# 24331 Alyshaowen
24331 Alyshaowen è un asteroide della fascia principale. Scoperto nel 2000, presenta un'orbita caratterizzata da un semiasse maggiore pari a 2,4414996 UA e da un'eccentricità di 0,0820954, inclinata di 7,05890° rispetto all'eclittica.